# Kärsta en Bredsdal
Kärsta en Bredsdal (Zweeds: Kärsta och Bredsdal) is een tätort in de gemeenten Västerås en Enköping in het landschappen Västmanland en Uppland en de provincies Västmanlands län en Uppsala län in Zweden. Het tätort heeft 278 inwoners (2005) en een oppervlakte van 28 hectare. Eigenlijk bestaat het tätort uit twee plaatsen: Kärsta en Bredsdal.